# John Erpenbeck

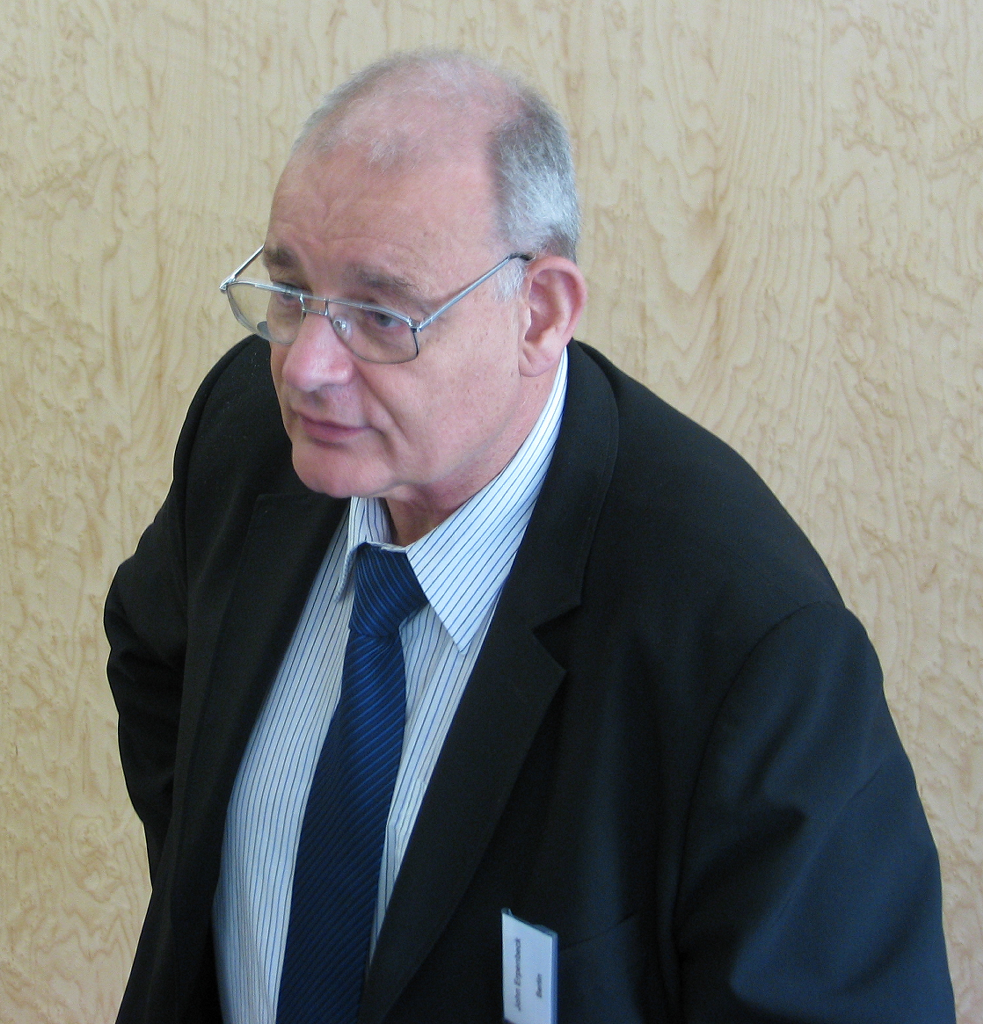
John Erpenbeck, 2007

John Erpenbeck (* 29. April 1942 in Ufa, Sowjetunion) ist ein deutscher Wissenschaftsphilosoph, Bildungsforscher und Schriftsteller.

## Biographie
Erpenbeck ist Sohn des aus Nazideutschland in die Sowjetunion emigrierten Schriftstellerehepaars Fritz Erpenbeck und Hedda Zinner. Nach dem Abitur studierte er an der Humboldt-Universität Physik mit Spezialisierung auf Biophysik. 1965 erhielt er das Diplom und war anschließend Aspirant an der Deutschen Akademie der Wissenschaften zu Berlin (AdW).
1968 erfolgte die Promotion zum Dr. rer. nat. mit einer Arbeit zum Thema Gegenstromdiffusion in flüssiger Phase mit anschließender Zirkulationsvervielfachung. Anschließend war er als Experimentalphysiker am Institut für Biophysik der AdW tätig. Von 1971 bis 1973 arbeitete er als wissenschaftlicher Mitarbeiter im Bereich Kernforschung/Kosmosforschung des Ministeriums für Wissenschaft und Technik. Anschließend folgte (bis 1990) eine wissenschaftliche Tätigkeit am Zentralinstitut für Philosophie der AdW, Bereich Philosophische Fragen der Wissenschaftsentwicklung, wo er sich mit philosophischen, historischen und wissenschaftstheoretischen Problemen der Psychologie kognitiver, emotional-motivationaler und volitiver Prozesse beschäftigte.
Mit der Arbeit Erkenntnistheorie und Psychophysik kognitiver Prozesse schloss er 1978 die Promotion B zum Dr. sc. phil. ab (entspricht einer Habilitation). 1984 wurde er zum Professor der AdW ernannt. Im selben Jahr wurde er Honorary Fellow in Writing der Universität von Iowa (USA). 1982 wurde er mit dem Heinrich-Heine-Preis ausgezeichnet. 1993/94 erhielt er die Ernennung zum Fellow des Center for Philosophy of Science, Pittsburgh. Nach Auflösung der AdW forschte er von 1991 bis 1995 mit Schwerpunkt Wissenschaftsgeschichte und Wissenschaftstheorie der Förderungsgesellschaft wissenschaftliche Neuvorhaben mbH (Max-Planck-Gesellschaft).
Von 1993 bis 1994 war er am Center for Philosophy of Science, Pittsburgh tätig, danach bis 1998 als Professor an der Universität Potsdam, Arbeitsgruppe Wissenschaftskommunikation. Ab 1998 war er Senior Consultant, ab 2000 Bereichsleiter im Projekt Lernkultur Kompetenzentwicklung (ABWF/QUEM). Von Mai 2007 bis Ende 2022 war er Professor für Wissens- und Kompetenzmanagement an der School of International Business and Entrepreneurship (SIBE) der privaten Steinbeis-Hochschule in Herrenberg.
Erpenbeck ist Mitglied des Verbandes der Schriftsteller der Bundesrepublik Deutschland, und der Leibniz-Sozietät der Wissenschaften zu Berlin sowie des Forschungsinstituts berufliche Weiterbildung.
Erpenbeck war mit der Arabisch-Übersetzerin Doris Erpenbeck verheiratet und hat mit ihr eine Tochter, die Schriftstellerin Jenny Erpenbeck. Seit 1983 ist er mit der Typografikerin Ilse Erpenbeck verheiratet und hat mit ihr eine Tochter, die Medizinerin Luise Erpenbeck. Das Ehepaar lebt in Berlin.

## Kompetenzbilanzierung, Kompetenzdiagnostik, Kompetenzentwicklung
Von 1996 bis 1998 entwickelte Erpenbeck zusammen mit Volker Heyse mehrere Kompetenzmessinstrumente:
- KODE[7] ist ein Verfahren, welches die Grundkompetenzen messen und bewerten kann. (Personale Kompetenz (P), Aktivitäts- und Handlungskompetenz (A), Fachlich-Methodische Kompetenz (F) und Sozial-Kommunikative Kompetenz (S)[8][9]). KODE ist die Abkürzung für Kompetenzdiagnostik und -entwicklung und wird im Rahmen der Personal- und Teamentwicklung eingesetzt.
- Anfang 2008 wurde ein weiteres Verfahren namens KODE-X publiziert.
- KODEX[10], der Kompetenzexplorer, dient der Erkundung von unternehmensstrategischen Kompetenzanforderungsprofilen, von anforderungs- bzw. aufgabenspezifischen Kompetenz-Sollprofilen sowie von Kompetenzpotenzialen der Mitarbeiter und Führungskräfte.
- KODEW[11] ist ein von Erpenbeck gemeinsam mit und Werner Sauter entwickeltes Verfahren zur Messung von Werten auf Ebene von Individuen, Teams und Unternehmen. Das Verfahren wurde im Rahmen der ValCom Softwareentwicklung ValCom GmbH - Institut für Werte- und Kompetenzmanagement erweitert und ausgebaut.
- WERDE ist die Abkürzung für Wertediagnostik und -entwicklung. Es analysiert sogenannte Unternehmerwerte, also das Wertegerüst eines Unternehmers bzw. einer Unternehmerfamilie und soll quantitative und qualitative Aussagen über die vier Dimensionen Genuss-, Nutzen, ethische und politische Werte ermöglichen.[12]

## Literarische Werke
- Traum ist Schaum, Libretto (1959)
- Formel Phantasie, Gedichte. Mitteldeutscher Verlag, Halle/Leipzig (1972)
- Alleingang, Roman. Mitteldeutscher Verlag, Halle/Leipzig (1973)
- Analyse einer Schuld, Roman. Mitteldeutscher Verlag, Halle/Leipzig (1977)
- Arten der Liebe, Gedichte. Mitteldeutscher Verlag, Halle/Leipzig (1978)
- Der blaue Turm, Roman. Mitteldeutscher Verlag, Halle/Leipzig (1980)
- Heillose Flucht, Erzählung (1984)
- Gruppentherapie, Roman (1989)
- Aufschwung, Roman (1996), Taschenbuch (2000)
- Hermann Glöckner. Ein Patriarch der Moderne (1983)
- Windvogelviereck. Schriftsteller über Wissenschaftler und Wissenschaften (1987)

## Wissenschaftliche Buchpublikationen
- Das Trennverfahren nach Fritz Lange (1974)
- Philosophie contra Naturwissenschaft? (zus. mit Herbert Hörz, 1977)
- Was kann Kunst? Gedanken zu einem Sündenfall, Essay. Mitteldeutscher Verlag, Halle/Leipzig (1979)
- Psychologie und Erkenntnistheorie (1980)
- Motivation – ihre Psychologie und Philosophie (1984)
- Das Ganze denken. Zur Dialektik menschlicher Bewußtseinsstrukturen und -prozesse (1986)
- Entgrenztes Denken. Überlegungen zum Verhältnis von Wissenschaft und Literatur (1990)
- Wollen und Werden. Ein psychologisch-philosophischer Essay über Willensfreiheit, Freiheitswillen und Selbstorganisation (1993)
- Menschenbild und Menschenbildung (zus. mit J.Weinberg, 1993)
- Management und Wertewandel im Übergang. Voraussetzungen, Chancen und Grenzen betrieblicher Weiterbildung im Transformationsprozeß (zus. mit Volker Heyse 1994)
- Berufliche Weiterbildung und berufliche Kompetenzentwicklung (zus. mit Volker Heyse 1996)
- Der Sprung über die Kompetenzbarriere (zus. mit Volker Heyse 1997)
- Die Kompetenzbiographie. Strategien der Kompetenzentwicklung durch selbstorganisiertes Lernen und multimediale Kommunikation (zus. mit Volker Heyse 1999, 2. Auflage 2007)
- Kompetenzbiographie-Kompetenzmileu-Kompetenztransfer (zus. mit Volker Heyse 2000)
- Kompetenzprofiling (zus. mit Volker Heyse und Lutz Michel, 2001)
- Handbuch Kompetenzmessung (zus. mit Lutz von Rosenstiel 2003, 2. Auflage 2007)
- Kompetenztraining (mit Volker Heyse, 2004)
- Kompetenzen erkennen, bilanzieren und entwickeln (Hrsg. zus. mit Volker Heyse, Horst Max, 2004)
- Kompetenzkapital. Verbindungen zwischen Kompetenzbilanzen und Humankapital (Hrsg. zus. mit J. Hasebrook, Olaf Zawacki-Richter, 2004)
- Kompetenzkapital heute. Wege zum Integrierten Kompetenzmanagement. (Hrsg. zus. mit Erich Barthel, J. Hasebrook, Olaf Zawacki-Richter, 2007)
- KompetenzManagement. Methoden, Vorgehen, KODE, KODEX im Praxistest. (Hrsg. zus. mit Volker Heyse, Horst Max, 2007)
- Kompetenzentwicklung im Netz. New Blended Learning mit Web 2.0 (zus. mit Werner Sauter, 2007, 2014)
- Kompetenztraining – 64 Modulare Informations- und Trainingsprogramme (zus. mit Volker Heyse, 2009)
- Grundstrukturen menschlicher Kompetenzen (Hrsg. zus. mit Volker Heyse und Stefan Ortmann, 2010)
- Der Königsweg zur Kompetenz. Grundlagen qualitativ-quantitativer Kompetenzerfassung. (Hrsg., 2011)
- Konfliktkompetenz (zus. mit Karl Kreuser, Thomas Robrecht, 2012)
- Kompetenzmodelle von Unternehmen: Mit praktischen Hinweisen für ein erfolgreiches Management von Kompetenzen. (Hrsg. zus. mit Lutz von Rosenstiel und Sven Grothe, 2013)
- Bildung.Komptenzen.Werte. Stuttgart (Hrsg. zus. mit Werner Faix, Michael Auer 2013)
- Kompetenz ist viel mehr. Erfassung und Entwicklung von fachlichen und überfachlichen Kompetenzen in der Praxis (Hrsg. zus. mit Volker Heyse und Stefan Ortmann, 2015)
- Kompetenzentwicklung mit humanoiden Computern. Die Revolution des Lernens via Cloud Computing und semantischen Netzen. (zus. mit Werner Sauter, 2015)
- Wissen, Werte und Kompetenzen in der Mitarbeiterentwicklung – Ohne Gefühl geht in der Bildung gar nichts. (zus. mit Werner Sauter, 2015)
- E-Learning und Blended Learning – Selbstgesteuerte Lernprozesse zum Wissensaufbau und zur Qualifizierung. (zus. mit Werner Sauter, Simon Sauter, 2015)
- Handbuch Kompetenzmessung. Erkennen, verstehen und bewerten von Kompetenzen in der betrieblichen, pädagogischen und psychologischen Praxis. (zus. mit Werner Sauter, Sven Grote; Lutz von Rosenstiel, 3. Auflage 2016)
- Intelligente Integration von Flüchtlingen und Migranten: Aktuelle Erfahrungen, Konzepte und kritische Anregungen (Hrsg. zus. mit Volker Heyse und Stefan Ortmann, 2016)
- Social Workplace Learning. Kompetenzentwicklung im Arbeitsprozess und im Netz in der Enterprise 2.0. (zus. mit Werner Sauter, Simon Sauter, 2016)
- Stoppt die Kompetenzkatastrophe! – Wege in eine neue Bildungswelt. (zus. mit Werner Sauter, 2016, 2. Auflage 2019)
- Handbuch Kompetenzentwicklung im Netz – Bausteine einer neuen Lernwelt.  (Hrsg. zus. mit Werner Sauter, 2017)
- Wertungen, Werte. – Das Buch der Grundlagen für Bildung und Organisationsentwicklung. (Geleitwort Nicholas Rescher, 2018)
- Wertungen, Werte. – Das Fieldbook für ein erfolgreiches Wertemanagement. (zus. mit Werner Sauter, 2018)
- Wertungen, Werte. – Das Buch der gezielten Werteentwicklung von Persönlichkeiten. (zus. mit Werner Sauter, 2019)
- Mittelstand 4.0 – eine digitale Herausforderung. (Hrsg. zus. mit Volker Heyse, Stefan Ortmann, Stephan Coester, 2018)
- Kompetenzmanagement mit System: Theorie und Anwendung der international bewährten KODE-Verfahren (zus. mit Volker Heyse, Stephan Coester, Stefan Ortmann, 2019)
- Werteerfassung und Wertemanagement – Gezielte Werteentwicklung von Persönlichkeiten, Teams und Organisationen. (zus. mit Werner Sauter, Roman Sauter, 2020)
- Die Wertegesellschaft. Formen – Folgerungen – Fragen. (zus. mit Werner Sauter, 2020)
- Wertetraining. Praxis, Coaching, Übung und Bildung für die gezielte Werteentwicklung von Persönlichkeiten. (zus. mit Werner Sauter, 2022)
- Future Learning und New Work. Das Praxisbuch für gezieltes Werte- und Kompetenzmanagement. (zus. mit Werner Sauter und Roman Sauter, 2022)
- Werte. Die Fundamentalprobleme. (2023)